# Mädchen am Kreuz
Mädchen am Kreuz ist ein deutsches Stummfilmmelodram aus dem Jahre 1929 des Regie-Ehepaars Jakob Fleck und Luise Fleck. Die Hauptrollen spielen Fritz Odemar, Valerie Boothby und Evelyn Holt.

## Handlung
Bücheragent Bruno Hesse liebt seine zweite Ehefrau, die um einiges jüngeren Erna, die sich ein Zubrot als Maniküre im Theater und im Varieté verdient. Bruno erkennt nicht, dass Erna ihn betrügt. Mary Hesse, kaum älter als Erna, ist Brunos Tochter aus erster Ehe und ebenfalls über Ernas Untreue im Bilde, doch sie schweigt darüber, um den Vater nicht zu verletzen. Eines Tages wird Mary von dem geistig gestörten Sohn des bei Hesses beschäftigte Gärtners vergewaltigt. Mary vertraut sich ihrem reichen Freund Erwin von Oehringen an. In seinen Kreisen und zu dieser Zeit gibt man häufig dem Opfer die Mitschuld an solch einer Tat. Erwin „verzeiht“ ihr großmütig, doch Mary will so nicht weiter leben und erschießt den Täter. Anschließend nimmt sie sich das Leben, in dem sie ins Wasser geht. Vater Hesse ahnt von alledem nichts. Bei einem Kundenbesuch erfährt er von der Untreue seiner Gattin, denn als der Kunde Bruno seine angebliche Gattin vorstellt, steht Erna plötzlich vor ihm. Am Boden zerstört, kehrt der gebrochene Mann nach Hause, um dort zu erfahren, dass seine geliebte Tochter Mary im Sterben liegt.

## Produktionsnotizen
Mädchen am Kreuz entstand im Juli 1929 in Berlins Jofa-Atelier, passierte die Filmzensur am 12. August desselben Jahres und wurde 14 Tage darauf in Berlins Titania-Palast uraufgeführt. Die Länge des mit Jugendverbot belegten Siebenakters betrug 2531 Meter.
Produzentin Liddy Hegewald übernahm auch die Produktionsleitung. Artur Günther und August Rinaldi gestalteten die Filmbauten.

## Kritiken
Die Kritik fand wenig Gefallen an der gefühlsduseligen Schmonzette. Nachfolgend zwei Beispiele:

„Rotgeweinte Augen, nasse Taschentücher – auch dieser Hegewald-Film hat seine Schuldigkeit getan. (…) Eine menschlich interessierende Handlung. Sie hätte als künstlerischer Film entwickelt werden können. (…) Worin dieser Hegewald-Stil diesmal besteht? In der Gefühlsüberfülle der Titel, in der konsequenten Schwarz-Weiß-Zeichnung aller Personen, in der groben handwerklichen Vorausberechnung der Effekte. (…) Eine reine Freude ist die Hauptdarstellerin Evelyn Holt. Es ist das Verdienst, sie endlich einmal gelockert zu haben. (…) Die Holt spielt über alle Unebenheiten des Manuskriptes hinweg.“

„Es ist geradezu erstaunlich, mit welcher Virtuosität deutsche Film-Manuskriptschreiber an Problemen vorbeitreffen. Die Ausführung gleitet ins ungewollt Komische, ins sentimental Schmalzige ab. (…) Ein guter Regisseur hätte daraus eine spannende Tragödie gemacht. Herr Fleck beginnt ein Lustspiel, wechselt zur Tragödie über und endet mit dem Singspieleffekt.“